# Pallimnarchus
Pallimnarchus is een uitgestorven geslacht van krokodillen behorend tot de familie Mekosuchidae. Tot dit geslacht behoort slechts één soort: Pallimnarchus pollens.
P. pollens had het formaat van een hedendaagse zoutwaterkrokodil en deze soort leefde tijdens het Plioceen en Pleistoceen in Australië. P. pollens had een korte, brede snuit en deze krokodil joeg op grote zoogdieren, zoals kangoeroes en diprotodonten, door ze vanuit het water aan te vallen.